# Ouidah III
Ouidah III è un arrondissement del Benin situato nella città di Ouidah (dipartimento dell'Atlantico) con 12.093 abitanti (dato 2006).
Comprende parte della città di Ouidah.